# جسر عثمان غازي
جسر عثمان غازي هو جسر تركي افتتحه الرئيس التركي رجب طيب أردوغان يوم الخميس الثلاثين من يونيو/حزيران 2016، يعد رابع أطول جسر معلق في العالم، شيد فوق بحر مرمرة ويربط بين ولايتي كوجا إيلي ويالوفا شمال غربي تركيا، بلغت تكلفة إنجاز هذا الجسر المعلق نحو 1.3 مليار دولار.

## التسمية
أطلق على الجسر اسم عثمان غازي، على اسم السلطان عثمان الأول الذي أعطى اسمه للسلالة العثمانية في القرن الـ14.

## معرض الصور

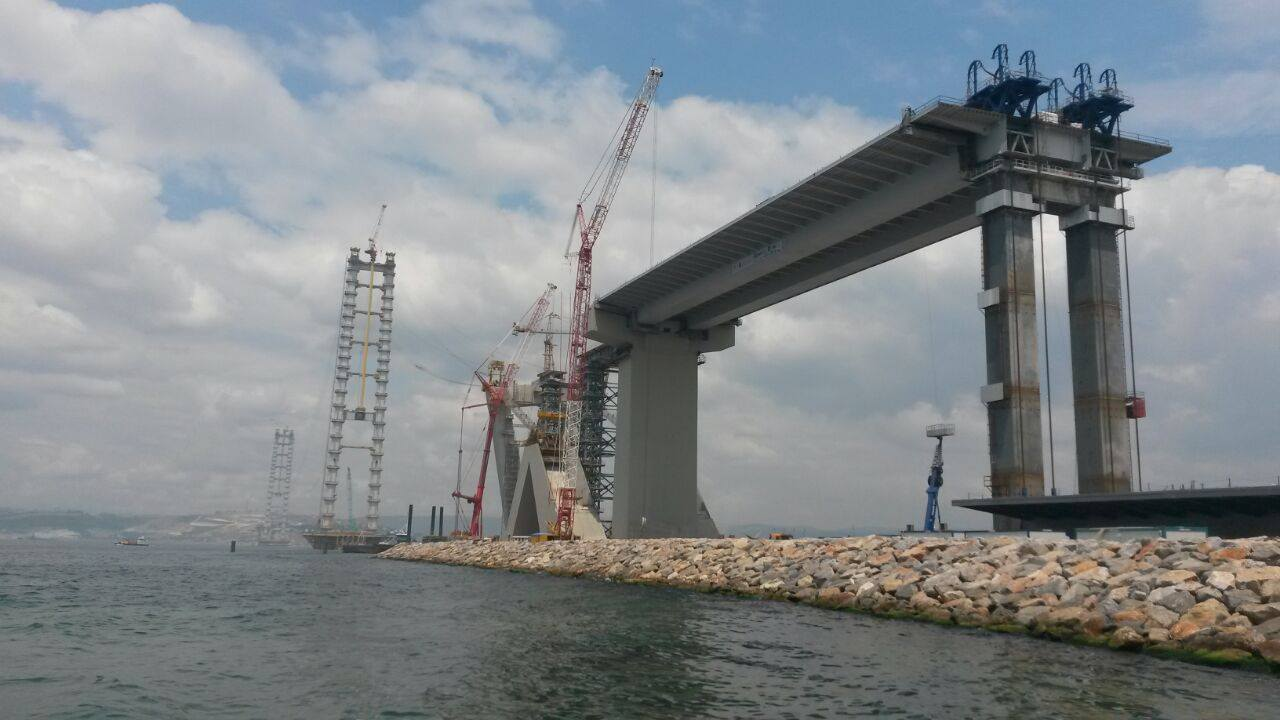
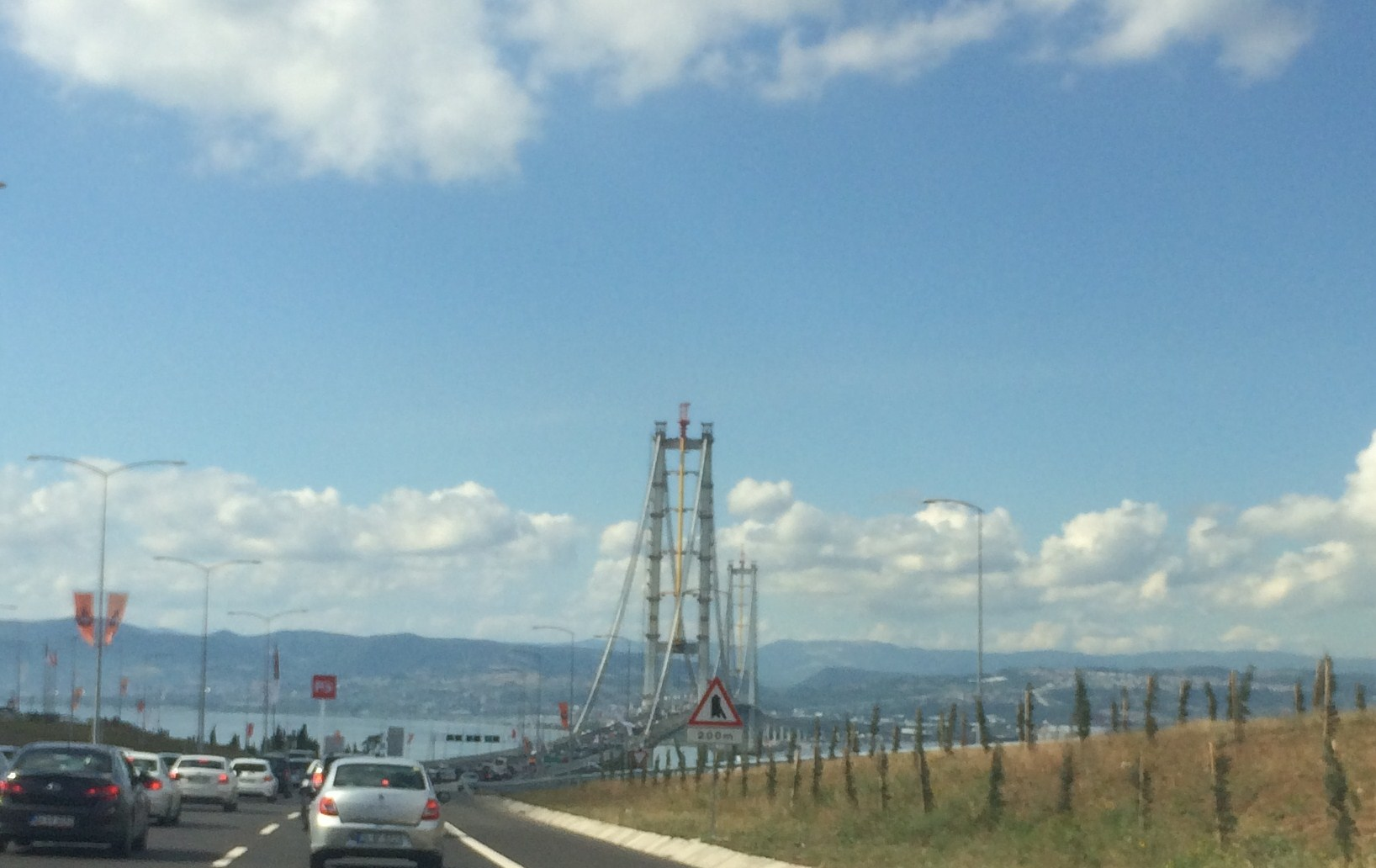
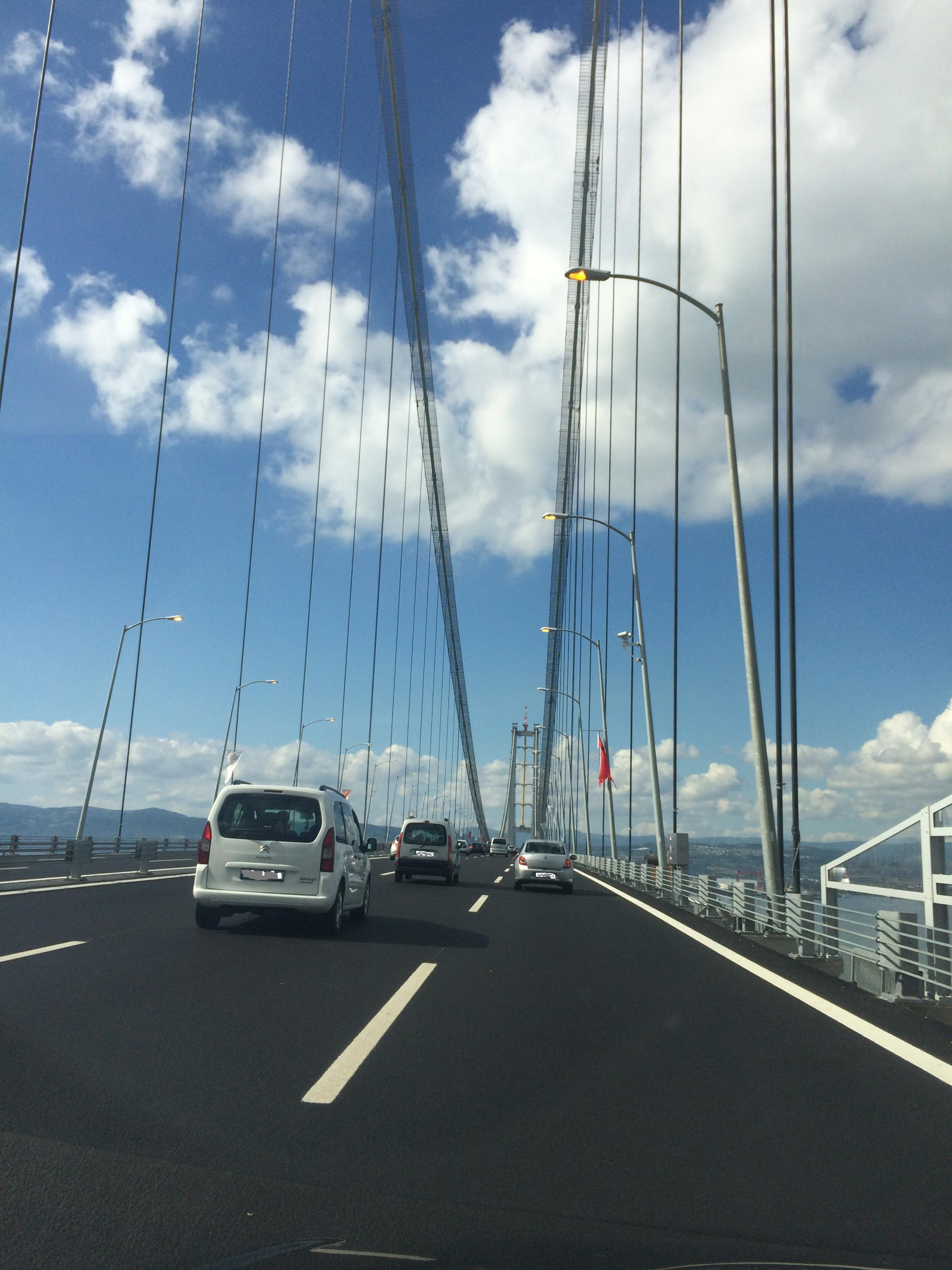
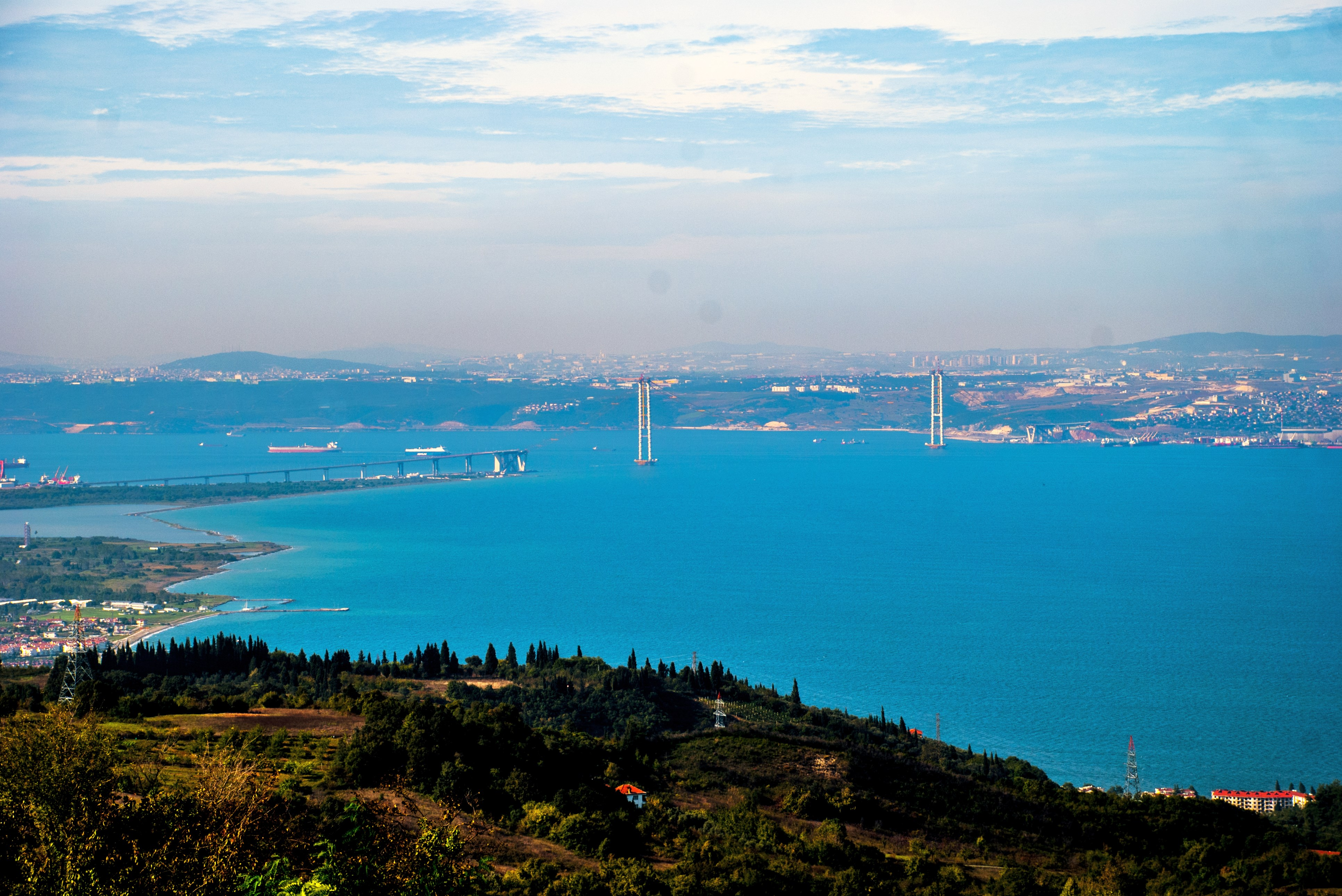